# 루가 (레닌그라드주)

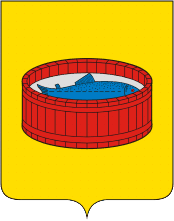
시 문장

루가(러시아어: Луга, 핀란드어: Laukaa, 보트어: Laugaz)는 러시아 레닌그라드주 남서부에 위치한 도시로, 인구는 40,434명(2002년 기준)이다. 상트페테르부르크(레닌그라드 주의 주도)에서 남쪽으로 140km 정도 떨어진 곳에 위치하며 루가강과 접한다. 1777년 예카테리나 2세의 칙령에 의해 건설되었다.

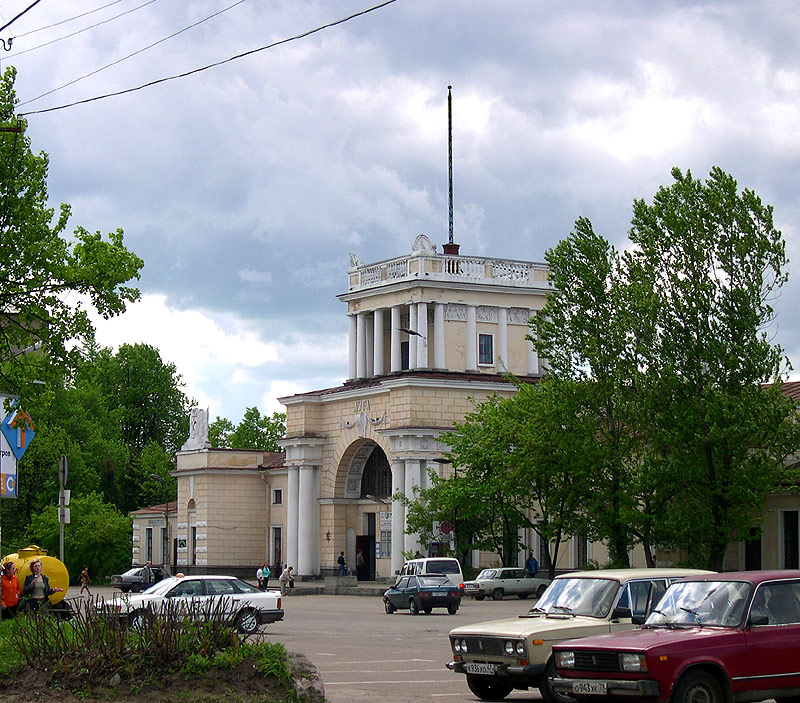
루가 역
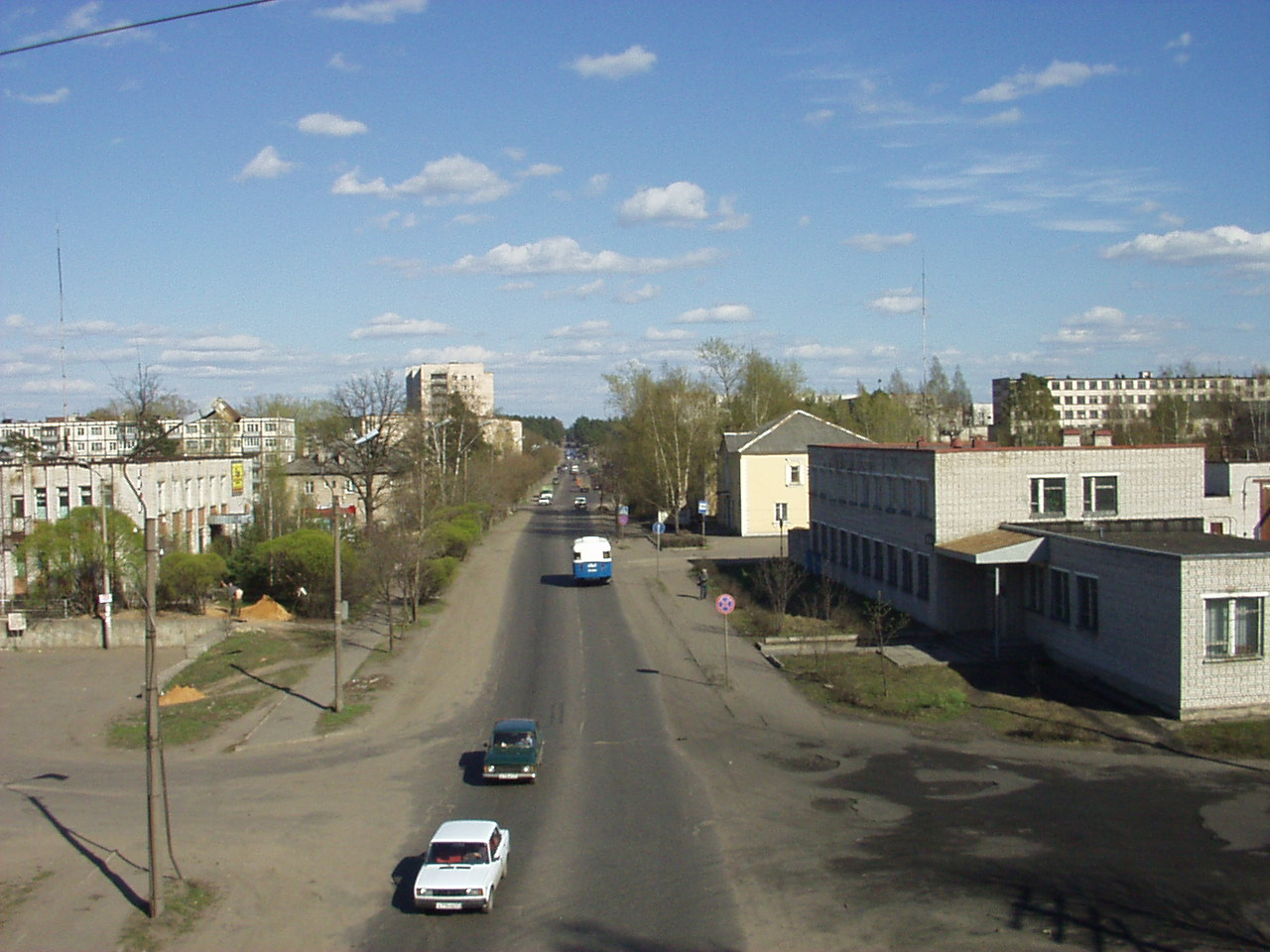
루가 시가지